# Кубанська ГЕС-3
Кубанська ГЕС-3 або Барсучківська ГЕС-3 — ГЕС у складі Барсучківських ГЕС Кубанського каскаду ГЕС. Розташована у сел. Каскадний Андроповського району. ГЕС почала будуватися у 1962 році, перший гідроагрегат був пущений у 1971 році. ГЕС побудована за дериваційним типом. Режим роботи — піковий за встановленим графіком.
Склад споруд ГЕС:
- шлюз-регулятор № 5 на Великому Ставропольському каналі;
- басейн добового регулювання;
- водоприймач;
- напірні трубопроводи;
- будівля ГЕС;
- відвідний канал;
- холостий водоскид;
- компенсаційне водосховище;
- шлюз-регулятор № 6 на Великому Ставропольському каналі;
- ОРУ 35 кВ;
- ВРП 110 кВ.

Потужність ГЕС — 87 МВт, середньорічне вироблення — 200 900 000 кВт·год. У будівлі ГЕС встановлено 3 радіально-осьові гідроагрегати РО75/728в-В-250 потужністю по 29 МВт, що працюють при розрахунковому напорі 63 м. Виробник гідротурбін — харківський завод «Турбоатом», генераторів — «Уралелектротяжмаш»". У жовтні 2008 року оголошено конкурс на реконструкцію гідротурбін станції, що включає заміну робочих коліс.

## Ресурси Інтернету
- Опис ГЕС Кубанського каскаду [Архівовано 28 вересня 2013 у Wayback Machine.](рос.)
- Барсучківські ГЕС на офіційному сайті ВАТ «РусГідро» [Архівовано 10 жовтня 2013 у Wayback Machine.](рос.)
- Офіційний сайт ВАТ «Мособлгідропроект» [Архівовано 24 листопада 2009 у Wayback Machine.](рос.)